# Fuyu, Qiqihar
Fuyu är ett härad som lyder under Qiqihars stad på prefekturnivå i Heilongjiang-provinsen i nordöstra Kina. Det ligger omkring 260 kilometer nordväst om provinshuvudstaden Harbin. Jorden kring Fuyu är bördig och mjölkproduktion är en viktig näring i området.
Den ort som numera kallas Fuyu grundades 1685. Orten fick sitt nuvarande namn 1929 och under Manchukuo-regeringen blev orten ett härad.
I häradet ligger byn Sanjiazi (Ilan Boo) belägen, där några av de sista talarna av manchuiska nu lever.